# Jumunjin
Jumunjin (주문진?) è un film del 2010 co-scritto e diretto da Ha Myoung-joong.

## Trama
Ji-na è una ragazza che gestisce una locanda che tuttavia sta per chiudere definitivamente, a causa di alcune dicerie secondo cui sarebbe un luogo infestato dagli spiriti. Incredibilmente, la ragazza incontra davvero un fantasma, e si innamora di lui; anche il ragazzo sembrerebbe "contraccambiare", ma più lei cerca di conoscerlo, più lui tenta di allontanarla.

## Distribuzione
In Corea del Sud la pellicola è stata distribuita a livello nazionale dalla Lotte Entertainment, a partire dal 21 gennaio 2010.